# دالة بول
في الرياضيات، دالة بُول هي دالة {\displaystyle f(x)=f(x_{1},\cdots ,x_{n})} مع n متغيرات {\displaystyle f:\{0,1\}^{n}\to \{0,1\}} نقول أنَّ f تقبل متجه {\displaystyle a\in \{0,1\}^{n}} إذا 1 =(f(a ونقول انها ترفضه إذا 0 =(f(a . دالة بول ليست بالضرورة متعلقة بكل متغيراتها ونقول أنَّ الدالة f متعلقة بالمتغير xi  إذا يوجد اعداد ثابتة {\displaystyle a_{1},\cdots ,a_{i-1},a_{i+1},\cdots ,a_{n}\in \{0,1\}} بحيث أنَّ:
{\displaystyle f(a_{1},\cdots ,a_{i-1},0,a_{i+1},\cdots ,a_{n})\neq f(a_{1},\cdots ,a_{i-1},1,a_{i+1},\cdots ,a_{n})}
بما أنَّه يوجد {\displaystyle 2^{n}} متجهات في {\displaystyle \{0,1\}^{n}} فإن عدد دوال بول {\displaystyle f:\{0,1\}^{n}\to \{0,1\}} هو {\displaystyle 2^{2^{n}}}.

## دوال بول المتناظرة
دالة بول نقول عنها متناظرة إذا اعتمدت فقط على عدد ال-1 في المُدخل وليس على مكانها أي على توزيعها على المتغيرات، لذا فانه يوجد {\displaystyle 2^{n+1}} دوال كهذه، امثلة لدوال كهذه:
- دالة الحفة (threshold function) {\displaystyle Th_{k}^{n}(x)=1\iff x_{1}+x_{2}+\cdots +x_{n}\geq k}
- دالة الأكثرية (majority function) {\displaystyle Maj_{n}(x)=1\iff x_{1}+x_{2}+\cdots +x_{n}\geq \left\lceil {\frac {n}{2}}\right\rceil }
- دالة الزوجية (parity function) {\displaystyle \oplus _{n}(x)=1\iff x_{1}+x_{2}+\cdots +x_{n}=1{\pmod {2}}}
- دالة العد (modular function) {\displaystyle Mod_{k}(x)=1\iff x_{1}+x_{2}+\cdots +x_{n}=0{\pmod {k}}}

## ترجمة الخصائص
يمكن ترجمة كل خاصية أو صفة إلى دالة بول ملائمة وهذه الصفة يمكن ان تحقق أو لا، مثال: الصفة «العدد أولي» ملائم للدالة PRIME بحيث:
عدد اولي {\displaystyle PRIME(x)=1\iff \sum _{i=0}^{n}x_{i}\cdot 2^{i}} .
ولنترجم خصائص المُخططات (graphs) على المجموعة {\displaystyle [n]=\{1,\cdots ,n\}} نُعرف لكل ضلع متغير {\displaystyle x_{ij}} وهذا المتغير 1 إذا {\displaystyle (i,j)\in E(G)} و-0 خلاف هذا. لذا أي مُتجه قيمه 0-1 بطول {\displaystyle {\binom {n}{2}}} يعطينا مُخطط G . عندها خاصية يمكن ترجمتها بشكل مناسب، بشكل عام:
خاصية مُخطط {\displaystyle f(x)=1\iff }
مثال:
دالة المخطط الكامل (the clique function) أو (Clique(n,k : وهذه الدالة تقبل متجه x إذا وفقط إذا Gx يحوي مخطط كامل مع k رؤوس.

## مصفوفة بول
مصفوفة بول هي مصفوفة بحيث أنَّ كل الخلايا قيمتها اما 0 أو 1 .
إذا (f(x,y دالة بول مع 2n متغيرات حينها يمكن النظر اليها على انها مصفوفة،A, بكبر {\displaystyle 2^{n}\times 2^{n}} بحيث أن كل سطر وعامود موسوم بواسطة مُتجه من {\displaystyle \{0,1\}^{n}} , ويتحقق: (A[x,y]=f(x,y .

## عمليات بول
عمليات بول الأساسية هي:
- عملية النقض (negation) ويرمز لها ب- NOT : {\displaystyle \neg x=1-x} وفي بعض الاحيان: {\displaystyle {\bar {x}}}
- عملية الضم (conjuction), ويرمز لها ب- AND : {\displaystyle x\land y=x\cdot y}
- عملية الفصل (disjunction), ويرمز لها ب- OR : {\displaystyle x\lor y=1-(1-y)\cdot (1-x)}
- عملية الزوجية (parity), ويرمز لها ب-XOR : {\displaystyle x\oplus y=x(1-y)+y(1-x)=(x+y){\pmod {2}}}
- عملية الاستلزام (implication) وهي {\displaystyle x\to y=\neg x\lor y}

من هذه العمليات يمكن تركيب دوال بول أكثر تعقيدا من دوال بسيطة.
مثال:
لنفرض أنَّ {\displaystyle f(x,y)=\neg x+(x\lor y)} حينها يمكن أن نبني دالة جديدة: {\displaystyle f'(x,y,z)=\neg f(x,y)\land z}

## المكعب الثنائي
المعكب الثنائي هو مجموعة كل المتجهات (أي {\displaystyle \{0,1\}^{n}}) ويمكن التعبير عنه بواسطة مُخطط (GRAPH) بحيث أنه يوجد لهذا المكعب {\displaystyle 2^{n}} رؤوس وكل رأس موسوم بواسطة مُتجه (vector) من المجموعة {\displaystyle \{0,1\}^{n}} ويوجد ضلع بين رأسين إذا اختلف المتجهين اللذان هما وسما الرأسين في مكان واحد. لذا فانه يوجد {\displaystyle n\ 2^{n}} اضلاع في هذا المخطط، كما انَّه مخطط ثنائي. نرمز لمكعب مع {\displaystyle 2^{n}} رؤوس ب- {\displaystyle Q_{n}} .

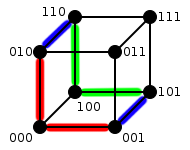

A هو مُكعب جزئي بُعده d هو مجموعة شكلها كالتالي: {\displaystyle A=A_{1}\times A_{2}\times \cdots \times A_{n}} بحيث أنَّ كل Ai هو أحد المجموعات: {\displaystyle \{0\},\{1\},\{0,1\}} بالإضافة إلى أنه فقط ل- d من المجموعات يتحقق التالي: {\displaystyle A_{i}=\{0,1\}} .
كل دالة بول {\displaystyle f:\{0,1\}^{n}\to \{0,1\}} يمكن النظر اليها على انها تلوين (coloring) {\displaystyle Q_{n}} بلونين. المخطط الثنائي الجزئي {\displaystyle G_{f}} نحصل عليه بازالة كل الاضلاع التي رؤوسها تشترك بنفس اللون. الكثافة في المخطط {\displaystyle G_{f}} له فائدة في تعقيد دوائر بول للدالة f .

## الاشكال الطبيعية
هنالك شكلان طبيعيان لدوال بول: CNF , DNF . لعل أكثر الوسائل بديهية لتمثيل دالة بول هو جدول الحقيقة الخاص بالدالة أي قائمة بكل {\displaystyle 2^{n}} الازواج {\displaystyle (a,f(a))} لكل {\displaystyle a\in \{0,1\}^{n}} . هذه الطريقة اغلب الاحيان غير ملائمة، وسيلة أكثر ملائمة هي DNF و-CNF .
متغير بسيط (literal) هو متغير بول أو ضده أي اما ان يكون {\displaystyle x_{i}} أو {\displaystyle \neg x_{i}}. بشكل عام الترميز التالي شائع الاستخدام: {\displaystyle x_{i}^{1}=x_{i}} و- {\displaystyle x_{i}^{0}=\neg x_{i}} لذا فانه لكل سلسلة {\displaystyle a=(a_{1},\cdots ,a_{n})} يتحقق التالي:
احادي الحدود (monomial) هو AND متغيرات بسيطة، والتعبير (clause) هو or متغيرات بسيطة. مثال:
- {\displaystyle x\land y\land \neg z} هو احادي الحدود.
- {\displaystyle x\lor y\lor \neg x\lor z} هو تعبير.

DNF هو OR آحاد الحدود و- CNF هو AND تعابير. كل دالة بول (f(x يمكن التعبير عنها بواسطة (DNF D(x أو (CNF C(x :

## ثنائي دالة البول
لكل دالة بول يمكن تعريف دالة بول أخرى {\displaystyle f^{d}} وتسمى هذه الدالة ثنائي f . وهي كالتالي:
لهذه الدالة عدة تطبيقات بشكل طبيعي منها في نظرية التصويت (voting theory).
لهذه الدالة كثير من الخصال منها:
لنفرض أن f,g هما دالتين بوليتين حينها:
1. {\displaystyle (f^{d})^{d}=f}
2. {\displaystyle ({\overline {f}})^{d}={\overline {f^{d}}}}
3. {\displaystyle (f\lor g)^{d}=f^{d}\land g^{d}}
4. {\displaystyle (f\land g)^{d}=f^{d}\lor g^{d}}
5. {\displaystyle f\leq g\iff g^{d}\leq f^{d}}

## دوال بول على انها نظام مجموعات
لكل مجموعة جزئية S من المجموعة {\displaystyle \{1,2,\cdots ,n\}} نعرف دالة التشخيص (Characteristic function) {\displaystyle v_{S}} والتي تحقق:
{\displaystyle v_{S}(i)=1\iff i\in S}
حينها يمكن تعريف دالة البول على انها علاقة (predicate) {\displaystyle f:2^{[n]}\to \{0,1\}} . ويستطيع المرئ ان ينظر إلى دالة بول {\displaystyle f:2^{[}n]\to \{0,1\}} على انها عائلة المجموعات الجزئية التالية: {\displaystyle {\mathcal {F}}_{f}=\{S|f(S)=1\}} .

## دوال بول أحادية التوجه
لكل مُتجهين {\displaystyle x,y\in \{0,1\}^{n}} نكتب {\displaystyle x\leq y} إذا {\displaystyle \forall ix_{i}\leq y_{i}} . دالة بول احادية التوجه إذا {\displaystyle x\leq y\Rightarrow f(x)\leq f(y)} . لو نظرنا ل- f على انها علاقة أي {\displaystyle f:2^{[n]}\to \{0,1\}} حينها الدالة f احادية الاتجاه إذا وفقط إذا {\displaystyle f(S)=1} حينها لكل {\displaystyle S\subseteq T} يتحقق {\displaystyle f(T)=1} .
امثلة لدوال احادية الاتجاه هي AND OR , دالة الحفة {\displaystyle TH_{k}^{n}(x)} ,...